# 熊庆来故居

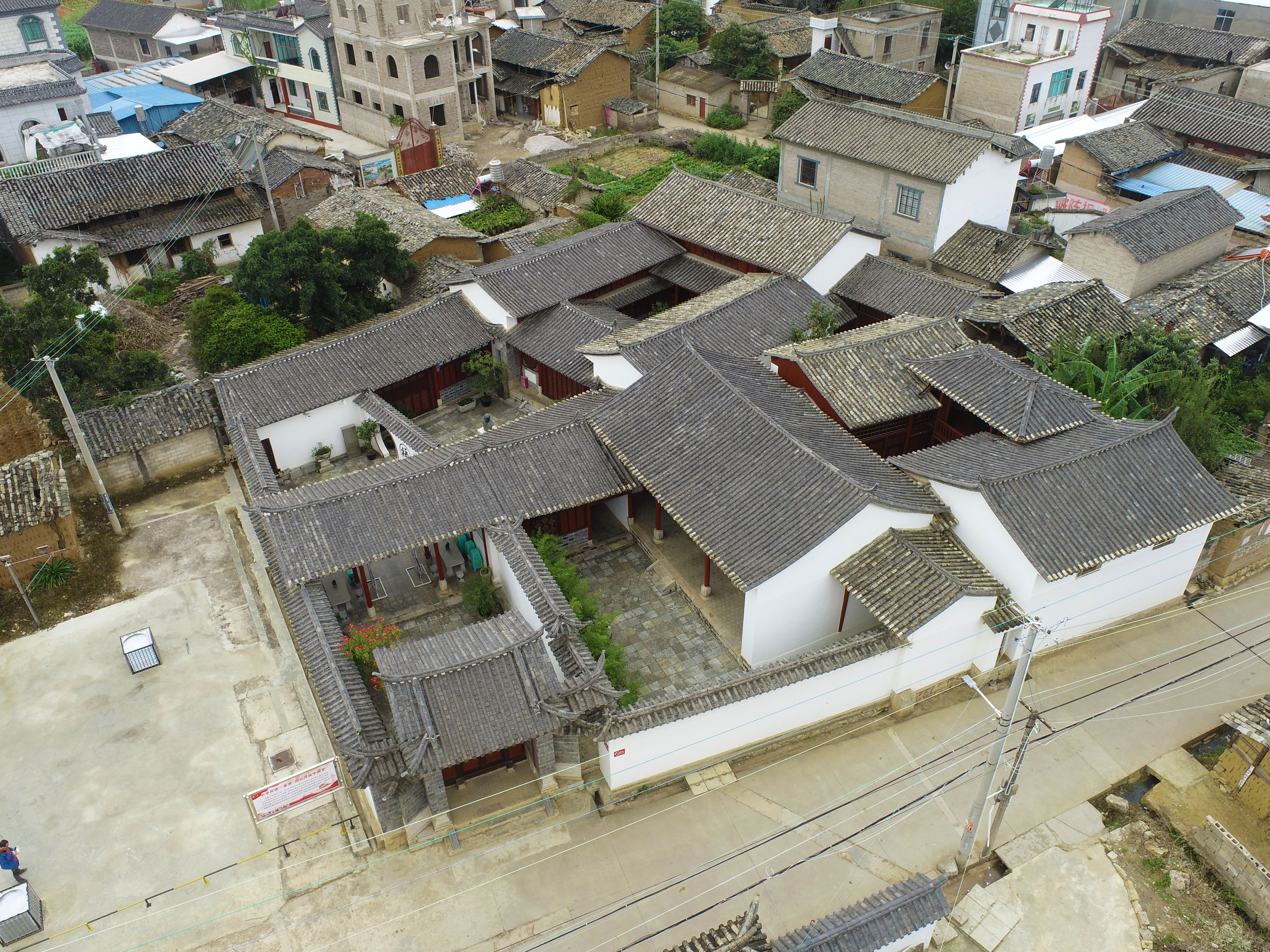
弥勒熊庆来故居航拍

熊庆来故居，位于中国云南省红河州弥勒市朋普镇庆来村（原息宰村），是一座建于清光绪年间的典型滇南四合院民居建筑，为中国近代数学家熊庆来的故居。
熊庆来故居与腾冲艾思奇故居、玉溪聂耳故居和文山楚图南故居并称云南近代名人四大故居。

## 现状
熊庆来故居属于一座土木结构“四合五天井”宅第，整个建筑群坐西向东，占地1055平方米。正门朝北开，门头上悬挂着楚图南题写的“熊庆来故居”牌匾。共有大小六个天井，正房和厢房为重檐硬山顶，客厅、祠堂为单檐硬山顶，雕楼和两厢为单檐楼房。整个故居建筑群保存完整，布局紧凑，建筑结构复杂，功能分区明确，是研究滇南民族地区建筑史的重要实物资料。2013年被中华人民共和国国务院公布为第七批全国重点文物保护单位。2015年12月－2017年7月进行了修缮工程。